# Включення в мінералах

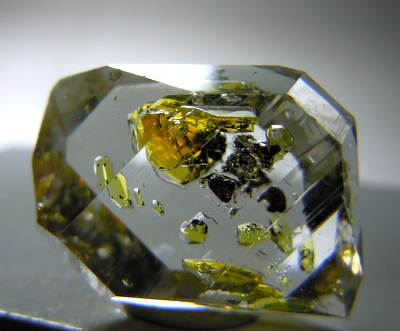
Нафтогазові включення в кварцовому кристалі, Белуджистан, Пакистан

Вклю́чення в мінералах (англ. inclusions in minerals, dirt; нім. Einschluß m in Mineralen n pl) — герметично ізольовані в процесі кристалізації ділянки в мінералах, що мають з ними фазову межу. Включення можуть бути сторонніми — ксеногенними (кристалічними, рідкими, газовими), або материнськими — аутигенними речовинами. Останні — це залишки мінералотвірного середовища. 
Мінералом-господарем (рос. минерал-хозяин, англ. host mineral, нім. Wirtmineral n) називають мінерал, який містить включення. (Н.Rosenbuch, 1873.), а мінерал-в'язень (рос. минерал-узник, англ. captive mineral) – це мінерал, який викристалізувався у включенні в мінералі-господарі. (Н.П.Ермаков, 1941).

## Класифікація
За часом утворення розрізняють включення первинні — захоплені кристалами мінералів під час їх росту й розміщені переважно згідно з шарами наростання кристалів, та вторинні — захоплені при заліковуванні тріщин. 
Серед вторинних включень розрізняють ранньовторинні та пізньовторинні. Включення можуть бути однофазовими, двофазовими (рідина + пухирець газу, рідина + кристал, рідше дві рідини, які не змішуються) та багатофазовими (рідина + пухирець газу + кристали твердих фаз, найчастіше NaCl i KCl). Звичайно однофазові рідкі включення бувають у мінералах, що утворилися з холодноводних розчинів (нижче 50-600°С); дво- та багатофазові включення характерні для магматичних та постмагматичних утворень.
Розрізняють: 
- включення емульсійні (дуже дрібні округлі включення одного мінералу в другому. Утворюються під час розпаду твердих розчинів, а також при заміщенні одного мінералу іншим);
- включення неструктурні (механічні включення в мінералах);
- включення орієнтовані (структурно зумовлені епітоксичні наростання мінералів);
- включення структурні (включення орієнтовані).

За розміром виділяють грубозернисті включення з розмірами фракцій понад 0,5 мм та дрібнозернисті - менше 0,5 мм.